# 東幸海運
東幸海運株式会社（とうこうかいうん、TOKO KAIUN CO.,LTD）は、兵庫県神戸市に本社を置く海運会社。

## 概要
内航タンカー船舶の所有、管理を主体に船舶貸渡業務を行っている。所有隻数は、日本船籍の内航タンカーが6隻。全船舶が上野トランステックによるオペレーションで出光興産を中心とする石油製品の国内輸送に従事している。国内タンカー船を所有する船主としては最大級の所有隻数を誇る。その他の事業として外航船舶の所有と船舶艤装品工場の運営を行っている。

## 沿革
- 1946年（昭和25年）9月 - 笹木佐市が広島県尾道市土生町に笹木工場を創立。日立造船因島工場の構内工事および船舶艤装品の工場を開業。
- 1951年（昭和31年）9月 - 本社を兵庫県神戸市に移転。内航タンカー船を購入し、船舶貸渡業を開業

## 事務所及び設備
- 本社 - 兵庫県神戸市東灘区住吉本町3-10-6
- 因島営業所 - 広島県尾道市因島重井町5418

## 保有船舶
- 白油タンカー船
  - ひかる：L104.9m × 16.0m × 8.4m（2023年2月 村上秀造船建造）3946G/T
  - ひなた：L 104.6m × 16.0m × 8.2m （2013年12月 伯方造船建造）3796G/T
  - ほだか丸：L 104.6m × 16.0m × 8.2m （2004年10月 伯方造船建造）3794G/T
  - 豊善丸（ほうぜんまる）：L104.2m × 15.8m × 8.5m（2001年12月 村上秀造船建造）3552G/T
  - 豊正丸（とよまさまる）：L 101.1m × 14.5m × 7.7m （1996年6月 村上秀造船建造）2996G/T
- 黒油タンカー船
  - しなつ：L 104.2m × 16.0m × 8.2m （2009年7月 伯方造船建造）3575G/T

## グループ会社
- 神戸商事株式会社

## 備考
SNSやYouTubeで広く情報発信を行っており、YouTubeチャンネル登録者数は3.6万人を超えて同業界トップである。テレビにも映ることが多く知名度の高いタンカー会社である。YouTubeの動画撮影や見学会イベントはメンテナンス時に行われることが多く、広島県尾道市の向島ドックが登場することが多い。